# Ricardo Amorim
Ricardo Amorim é um economista, foi apresentador de televisão do programa Manhattan Connection da GloboNews, empreendedor, palestrante brasileiro, colunista da Revista IstoÉ e, até 2018, colunista da Gazeta do Povo. Foi autor do bestseller Depois da Tempestade, comentarista da Rádio Eldorado no Programa Economia e Negócios e escreve para o Instituto Millenium. Desde 2009, dirige a Ricam Consultoria.
Vencedor do Prêmio iBest de melhor conteúdo do Brasil, em 2020 na categoria de Economia e Negócios pelo júri pular, em 2021 e 2022 nas categorias de Economia e Negócios, Influenciador Linkedin e Opinião e Cidadania, em 2023 na categoria Influenciador Linkedin

## Biografia
Formado em Economia pela Universidade de São Paulo (USP), com pós-graduação em Administração e Finanças Internacionais pela École supérieure des sciences économiques et commerciales (ESSEC) de Paris, trabalha desde 1992 no mercado financeiro como economista, estrategista e gestor de investimentos. Em 2015, Ricardo foi eleito pela Revista Forbes uma das 100 pessoas mais influentes do Brasil e escolhido pelo LinkedIn como o maior influenciador do Brasil. Morou e trabalhou como economista, estrategista e gestor de investimentos em grandes instituições financeiras na França e nos Estados Unidos, e atualmente mora e trabalha em São Paulo.  Participou do programa semanal Manhattan Connection por 18 anos, transmitido no Brasil pela GloboNews, da Rede Globo.
Em 2016, Ricardo recebeu o prêmio Os + Admirados da Imprensa de Economia, Negócios e Finanças e ficou em primeiro lugar no LinkedIn Top Voices, que lista as personalidades mais influentes do LinkedIn.
Em 2017, Ricardo co-fundou duas startups, a AAA Inovação, portal de educação sobre inovação, startups, tecnologia e transformação digital e a Smartrips.
Em 2017 e 2018, Ricardo voltou a receber o prêmio de Os + Admirados da Imprensa de Economia, Negócios e Finanças.
Em 2018, foi eleito mais uma vez o maior influenciador do Brasil no LinkedIn.
Em 2019, criou a Mentoria Ricardo Amorim, onde presta consultoria para empresários.. Voltou a receber o prêmio de Os + Admirados da Imprensa de Economia, Negócios e Finanças e figurar no Top Voices do LinkedIn, se posicionando desta vez na terceira colocação. Também possui um podcast na Apple Podcasts chamado Economia Falada.

## Livros
- Inclusão social - uma utopia possível (2006), - co-autoria com Denise Blanes e Marcio Pochmann, Editora Cortez, ISBN 9788524912689.
- Depois da Tempestade (2016), Editora Prata, ISBN 978-8586307676, livro que trata da crise econômica de 2014 no país.

## Premiações
| Ano  | Organização  | Recipiente(s) | Categoria                            | Resultado |
| ---- | ------------ | ------------- | ------------------------------------ | --------- |
| 2022 | Prêmio iBest | Ele mesmo     | Influenciador Linkedin               | Venceu    |
| 2022 | Prêmio iBest | Ele mesmo     | Economia e Negócios                  | Venceu    |
| 2022 | Prêmio iBest | Ele mesmo     | Opinião e Cidadania                  | Venceu    |
| 2023 | Prêmio iBest | Ele mesmo     | Influenciador Linkedin               | Venceu    |
| 2023 | Prêmio iBest | Ele mesmo     | Influenciador de Economia e Negócios | TOP3      |
| 2023 | Prêmio iBest | Ele mesmo     | Influenciador de Opinião             | TOP3      |